# La Palma (Cundinamarca)
Pour les articles homonymes, voir La Palma.
La Palma est une municipalité située dans le département de Cundinamarca, en Colombie.

## Personnalités liées à la commune
- Aydée Anzola Linares (1923-2014) : avocate née à La Palma.